# Slowcore
El slowcore es un subgénero del rock, que se coloca habitualmente dentro de la corriente del indie rock y del rock alternativo, llegándose a considerar una extensión de este último.

## Historia
Las raíces del slowcore se sitúan a finales de los 80, pero se consolidó como género durante la década de los 90, en Estados Unidos y Reino Unido. Nació como respuesta ante la energía desmesurada y la agresividad del grunge.
Varios grupos comenzaron a tocar progresivamente más suave y despacio a la comunidad roquera tradicional, por lo que se puede decir que reaccionaron bajando el volumen ante las audiencias ruidosas. Al principio, los grupos fueron públicamente criticados, pero poco después la gente se fue acostumbrando a escuchar las melodías lúgubres y los tempos lentos.

### Características
Esta música se caracteriza por la utilización de arreglos minimalistas, tempos suaves y calmados y un volumen relativamente bajo. Además, el acompañamiento musical es mínimo, dando la impresión de fragilidad. La mayoría de las letras son depresivas, pesimistas y lúgubres, y tratan temas como el desamor, la pérdida y la miseria. La instrumentación es muy parecida a la del rock: guitarra, bajo, piano y en ocasiones instrumentos de cuerda frotada (violines, violonchelos…).

### Influencias
El género se comenzó a formar a partir de influencias muy diversas: pueden abarcar desde el metal y el pop comercial hasta el country, aunque el estilo del slowcore les da una envoltura hipnótica y sentimental. Después, el slowcore se formó y se distinguió definitivamente del indie rock tomando características de más géneros, como la tonalidad gris y oscura del folk contemporáneo, la suavidad del post-punk o la brillantez melódica del dream pop.

## Grupos
| - Bedhead - Bluetile Lounge - Carissa's Wierd - Cat Power - Cigarettes After Sex - Chokebore - Codeine - Duster - Galaxie 500 - Giles Corey (solista) - Horse Jumper of Love - Helvetia | - Idaho - Low - Matt Elliott - Red House Painters - Rivulets - Songs: Ohia - Spain - Tacoma Radar - Poor You |